# Orthocladius arcticus
Orthocladius arcticus är en tvåvingeart som beskrevs av Jean-Jacques Kieffer och August Friedrich Thienemann 1919. Orthocladius arcticus ingår i släktet Orthocladius och familjen fjädermyggor.
Artens utbredningsområde är Norge. Inga underarter finns listade i Catalogue of Life.